# Rijksheerlijkheid Myllendonk

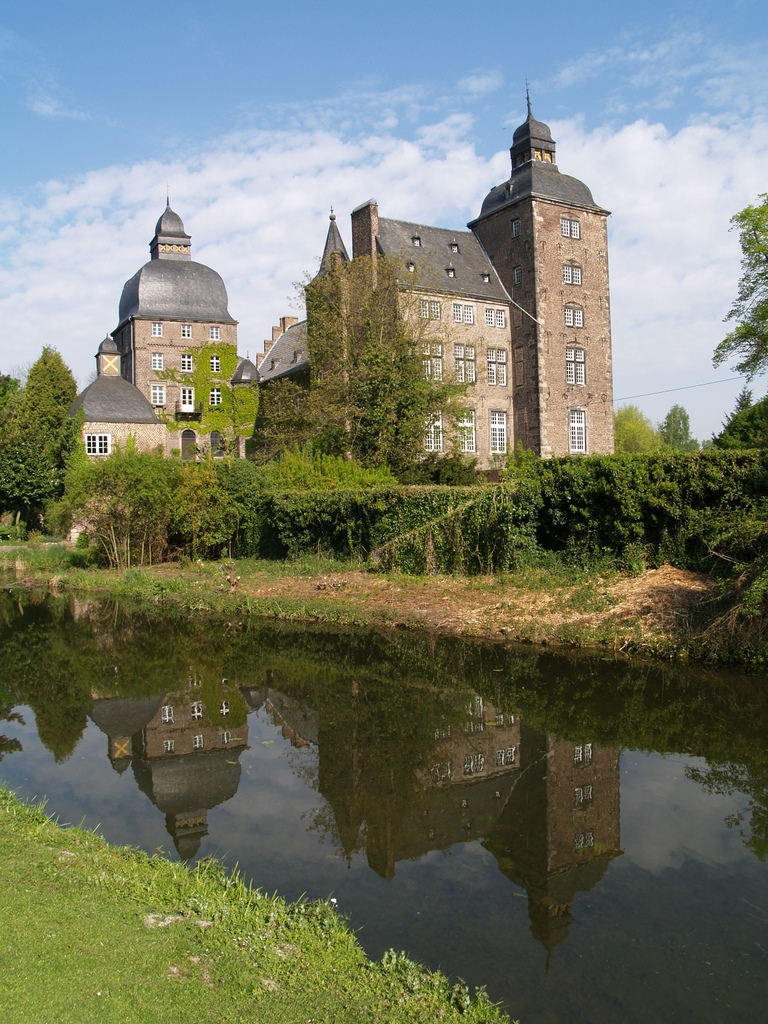
Slot Myllendonk

Myllendonk was een tot de Nederrijns-Westfaalse Kreits behorende rijksheerlijkheid binnen het Heilige Roomse Rijk. Het gebied van de huidige gemeente Korschenbroich komt grotendeels overeen met de voormalige heerlijkheid.
Het huidige slot vindt zijn oorsprong waarschijnlijk in een kasteel (motte) uit de tiende tot twaalfde eeuw. De edele heren van Myllendonk worden in 1166 voor het eerst vermeld. Het geslacht was een van de meest aanzienlijke aan de Nederrijn.

## Leen van Gelre
Na het uitsterven van de eerste dynastie omstreeks 1300 erfden de heren van Salm-Reifferscheid de heerlijkheid als leen van Gelre. De heerlijkheid wisselde vrij vaak van eigenaar.
Omstreeks 1350 kwam hij in bezit van de familie van Mirlar en in 1621 erfde Jan Jacob van Bronkhorst-Anholt de heerlijkheid via zijn moeder, Gertruda van Mirlar. Ten gevolge van het huwelijk van zijn dochter Isabella komt het vervolgens in 1682/90 aan de vorst van Croÿ.
Hertog Karel Eugenius van Croÿ verkoopt Myllendonk in 1699 aan gravin Maria Gertrude van Berlepsch. Maria Gertrude was in 1623 op 22-jarige leeftijd weduwe geworden van Willem Lodewijk van Berlepsch. Zij had een fortuin vergaard als hofdame van koningin Maria Anna van Spanje. De gravin werd op 13 juni 1699 door Karel II van Spanje in zijn hoedanigheid van hertog van Spaans Gelre beleend met de heerlijkheid.

## Rijksheerlijkheid
Al in 1700 werd de heerlijkheid bevrijd van de leenband met Gelre en daardoor rijksvrij. De gravin werd vervolgens opgenomen in de Westfaalse gravenbank, waardoor ze vertegenwoordigd was op de Rijksdag.
De familie Berlepsch inde hoge belastingen, aanvankelijk om de schulden te saneren, later om een familievermogen te vormen. Tegenstand vanuit de bevolking werd met harde hand onderdrukt.
Na de dood van Maria Gertrude in 1723 ontstond er onenigheid binnen de familie. Op 1731 kwam er een vergelijk tot stand tussen de kleinkinderen van de gravin: graaf Philips Anton en gravin Maria Carolina. Volgens deze overeenkomst zou de kinderloze graaf Philips Anton tot zijn dood regeren, waarna het bezit aan de kinderen van zijn nicht zou vallen. Reeds het volgende jaar overleed de graaf aan de gevolgen van een ongeluk met zijn koets.
Gravin Maria Carolina was gehuwd met de keizerlijke diplomaat graaf Hendrik Karel van Ostein. De successie werd bedreigd door het keurvorstendom Keulen, die de heerlijkheid op grond van een schuld aan de Westfaalse Kreits wilde bezetten. De graaf van Ostein slaagde erin de heerlijkheid te behouden, de schuld te saneren en de zetels in de Westfaalse kreits en bij de Westfaalse rijksgraven in te nemen.
Na 1742 werd de regering gevoerd door de keurvorst van Mainz, Johan Frederik Karel van Ostein als voogd over zijn minderjarige neef Johan Maximiliaan. Pas na de dood van de keurvorst in 1763 kwam zijn neef aan de regering.

## Franse annexatie
Na de verovering van de Oostenrijkse Nederlanden in 1794 werd de heerlijkheid door Franse troepen bezet. In 1797 werd het ingelijfd bij Frankrijk als deel van het Roerdepartement.
In de Reichsdeputationshauptschluss van 25 februari 1803 kregen de graven van Ostein voor het verlies van Myllendonk de abdij Buxheim. Lang bestond de nieuwe rijksheerlijkheid niet, want in de Rijnbondakte van 12 juli 1806 ging Buxheim naar het koninkrijk Beieren. De familie stierf in 1809 met Johan Frederik Karel uit.
Na de val van Napoleon werd Myllendonk in 1815 bij het congres van Wenen aan Pruisen toegewezen en werd deel van de Rijnprovincie.

## Regenten
| regering           | naam                 | geboren   | overleden | familie                                              |
| ------------------ | -------------------- | --------- | --------- | ---------------------------------------------------- |
| 1700-1723          | Maria Gertrude       | 1654      | 1723      | weduwe van Berlepsch                                 |
| 1724-1725          | Philps Jozef         |           | 1725      | kleinzoon, zoon van Sittich Herbold                  |
| 1725-1731          | Frans Hugo           |           | 1731      | broer                                                |
| 1731-1732          | Philips Anton        |           | 1732      | kleinzoon van Maria Gertrude, zoon van Peter Philips |
| 1732-1737          | Maria Carolina       | 1707      | 9-4-1737  | zuster                                               |
| 1737-1742          | Hendrik Karel        | 2-2-1693  | 23-4-1742 | echtgenoot (van Ostein)                              |
| 1742-1763 (regent) | Johan Frederik Karel | 6-7-1689  | 4-6-1736  | broer                                                |
| 1763-1794          | Johan Maximiliaan    | 12-4-1735 | 25-4-1809 | zoon van Hendrik Karel                               |